# Belomorskij rajon
Il Belomorskij rajon (in russo Беломорский район?) è un rajon della Repubblica di Carelia, nella Russia europea. Istituito nel 1930, il suo capoluogo è Belomorsk.